# Majang
Majang è una delle zone amministrative in cui è suddivisa la Regione di Gambella in Etiopia.

## Woreda
La zona è composta da 2 woreda:
1. Godere
2. Mengesh